# ماري من لوزنيان
ماري من لوزنيان (1381 - 4 سبتمبر 1404) كانت الزوجة الثانية للملك لادسلاو الأول ولكن الملكة القرينة الأولى. ولدت في جنوى.
كانت ماري ابنة جيمس الأول من قبرص وزوجته هلفيس من برونزويك. تزوجت من لادسلاو في 12 فبراير 1403. كان لادسلاو قد طلق زوجته الأولى كونستانس من كليرمون في 1392 عندما حاول استرداد عرشه من لويجي الأول ملك نابولي. لم يكن له أي ورثة شرعيون من صلبه.
توفيت ماري من دون أبناء في نابولي في العام التالي. تزوج لادسلاو بعدها ماري من انغيان.

## وصلات خارجية
- نسل هيو الرابع من قبرص

| سبقه مارغريت من دوراتسو | ملكة نابولي القرينة 12 فبراير 1403 – 4 سبتمبر 1404 | تبعه ماري من إنغيان |